# Herbert Kemmer
Herbert Erich Kemmer (Berlino, 13 maggio 1905 – 10 dicembre 1962) è stato un hockeista su prato tedesco, vincitore dell'argento olimpico a Berlino 1936 e del bronzo a Amsterdam 1928.

## Palmarès
- Giochi olimpici

Amsterdam 1928: bronzo.
Berlino 1936: argento.